# Киарисимо I де Медичи
Киарѝсимо I де Мèдичи (на италиански: Chiarissimo I de' Medici; * ок. 1167, † 1210) е флорентински политик, от когото произхождат основните клонове на сем. Медичи. 

## Произход
Той е син на Джамбуоно де Медичи (* ок. 1131 или 1140, † 1192), смятан за родоначалник на фамилията Медичи. Има един брат – Бонаджунта († 1226), политик.

## Биография
Киарисимо е член на Градския съвет на Флоренция, където притежава различни къщи и кули на Стария пазар.
През 1201 г. е сред сключилите съюза между сиенците и флорентинците за завладяването на Семифонте (местност близо до Петроняно в днешно Барберино Тавернеле) – мощен укрепен град във Валделса в ръцете на Алберто IV дели Алберти, който Флоренция иска да накаже за експанзионистичните му цели, като го изравни със земята.

## Потомство
Има един син от неизвестна жена:
- Филипо де Медичи, ∞ за Алесия Грималди от Генуа.